# Jaime León Ferro
Jaime León Ferro (Cartagena de Indias, 18 de diciembre de 1921-Bogotá, 11 de mayo de 2015) fue un compositor, director y pianista colombiano. Su creación cuenta con un amplio repertorio vocal y pianístico. Es una de las figuras más importantes de la música artística del siglo XX en Colombia y los Estados Unidos. Fue director de la American Ballet Theater Orchestra y de la Orquesta Filarmónica de Bogotá entre muchas otras.

## Biografía
Nacido en Cartagena de Indias el 18 de diciembre de 1921, desde temprana edad estuvo en contacto con la música gracias a la influencia de sus padres quienes cultivaron la música en el hogar.
En 1924 la familia se traslada a los Estados Unidos, primero a la ciudad de San Francisco y luego a Nueva York.  En 1929 inició estudios particulares de piano con el maestro Leo Holtz y con un maestro cubano de apellido Fuentes.
En 1935 la familia regresa a Colombia en donde continúa sus estudios con profesores privados de piano hasta el año 1937  cuando ingresa en el conservatorio de la Universidad Nacional de Colombia para hacer la carrera de piano.  Sus maestros fueron Lucía Pérez y Tatiana Gontschrowa.  
En 1941 se trasladó a Nueva York para seguir estudios superiores de piano gracias a una beca otorgada por la Juilliard School of Music.  Sus maestros fueron el ruso Josef Lévine y el alemán Carl Friedberg, uno de los últimos discípulos de Clara Wieck-Schumman.  Obtuvo el grado superior de piano en 1945.
Posteriormente obtuvo una beca para continuar sus estudios de dirección de orquesta y composición en Juilliard School baja la tutela de los maestros Edgard Schenkmann, Vittorio Giannini y Bernard Wagenaar.   Paralelamente a sus estudios, viajó con frecuencia a Colombia a presentar recitales de piano.  En 1947 le nombraron director de la Orquesta Sinfónica Nacional de Colombia en reemplazo de Guillermo Espinosa.  Por esta razón interrumpió sus estudios en Juilliard School y regresó a Colombia, en donde inició una importante labor al frente de la orquesta. En el mismo año conoció a Beatriz Carreño Mutis, secretaria del Conservatorio Nacional de Música, con quien se casa en 1949.
Mientras estuvo al frente de la orquesta se destacó como profesor de piano del Conservatorio de la Universidad Nacional de Colombia.  Ocupó el cargo de director por aproximadamente dos años hasta que regresó a los Estados Unidos en donde se desempeñó como director de numerosas orquestas, en producciones de ópera y teatro musical. 
En 1955 le nombraron Director Asistente de la Orquesta del American Ballet Theatre.  Al frente de esta orquesta viajó a varios países de Europa y del medio oriente y actuó en varios de los más importantes teatros del mundo.  Este cargo lo conservó hasta 1958.
A partir de esta época empieza su vinculación con diversas orquestas y compañías de ópera y teatro musical de los Estados Unidos, como la orquesta de la State Fair de Dallas, Texas, en donde dirigió producciones de ópera y teatro musical y la orquesta de la compañía TUTS (Theater Under the Stars) de Atlanta, Georgia la cual dirigió en el año 1960. 
En 1968 regresó a dirigir la orquesta del American Ballet Theater, esta vez como director titular, cargo que mantuvo hasta 1972 cuando regresó definitivamente a Colombia como director de la Orquesta Filarmónica de Bogotá.
Su labor como compositor de canciones se inició en 1951 cuando compuso su primera canción para voz y piano Aves y Ensueños.  Esta fue la primera de una nutrida producción de obras vocales inspiradas en poesías de poetas colombianos.
Su obra vocal empezó a difundirse a partir de la década del setenta cuando figuras como la soprano colombiana Carmiña Gallo empezaron a incluirlas en programas de concierto.  Las primeras grabaciones de sus canciones se realizan en Washington D. C. en la Catholic University bajo los auspicios de la Organización de los Estados Americanos.
A partir del año 1977 se vinculó a Colcultura como asesor en el área de música. Entre los cargos que desempeñó se destacan el de director del Teatro Colón de Bogotá, director asociado de la Orquesta Sinfónica de Colombia y director de la Orquesta de la Ópera de Colombia.  Actuó como director invitado de todas las orquestas colombianas dirigiendo a solistas nacionales y extranjeros.
Por su larga y fructífera carrera y su invaluable aporte a la vida musical del país le fue otorgada en el año 1988 la Orden al Mérito Artístico en calidad de oficial.  Entre los premios recibidos podemos citar la condecoración otorgada por el Ministerio de Cultura en el año 2001, la orden “Edmundo Mosquera Troya”  otorgada por el Festival de música religiosa de Popayán en el año 2003, la Orden del Mérito Filarmónico otorgado por la Orquesta Filarmónica en el año 1996 , el reconocimiento a la trayectoria musical otorgada por la Orquesta filarmónica en el 2005, la Orden al Mérito Filarmónico otorgada por la Orquesta filarmónica de Bogotá el 15 de agosto del 2007.  
En 2005 la Universidad EAFIT de Medellín dedicó su tercera semana de música contemporánea a su obra León.  En el año 2009 el Barcelona Festival of Song, un curso de verano dedicado a la promoción y estudio del repertorio vocal Iberoamericano homenajeó su figura programando conferencias, conciertos y clases dedicados al estudio de su obra. En 2013 el Ministerio de Cultura le homenajeó con un concierto de la Orquesta Sinfónica Nacional en el que se interpretaron su Misa Brevis y las Canciones infantiles. 
Aunque la mayoría de sus composiciones son canciones para voz y piano, también compuso obras para piano solo como su Tema y variaciones, los preludios Made in USA, Remembranzas y un Tríptico para piano compuesto por un Nocturno, una Cumbia y un Pasillo.  Esta última obra dedicada a los pianistas Harold Martina, Helvia Mendoza y Pablo Arévalo respectivamente.  Entre su producción sinfónica encontramos las Variaciones sobre un tema de Bizet y su bellísima Misa Breve estrenada en el Festival de Música religiosa de Popayán en 1980.
Su obra vocal está adquiriendo gran reconocimiento y es hoy en día interpretada en escenarios internacionales. Sus canciones son parte del curriculum del Barcelona Festival of Song que cada año recibe estudiantes de canto de todo el mundo. Sus canciones han sido grabadas por Patricia Caicedo y Nikos Stavlas para Mundo Arts Records. 
León murió el 11 de mayo de 2015 en su casa en Bogotá, acompañado por su esposa de más de sesenta años, Beatriz Carreño Mutis. 
Por su incansable labor para elevar el nivel musical en Colombia y por su labor como embajador cultural y pedagogo, Jaime León es sin duda una de las figuras más importantes de la música artística en el siglo XX en Colombia y en los Estados Unidos.

## Cronología
- 1921: Nace en Cartagena de Indias, Colombia el 18 de diciembre
- 1924: Parte con su familia para los Estados Unidos. se instalan en San Francisco, California, EE. UU.
- 1929: Se traslada junto con su familia a New York. Comienza a estudiar música con su padre y luego con Leo Holz
- 1935-1937: Estudia en la escuela St. Benedicts Preparatory School de Newark, NJ (deja los estudios por regreso a Colombia)
- 1937-1939: Estudia con los Hermanos Cristianos en Bogotá hoy Colegio de la Salle
- 1939-1940: Estudia en la escuela Nacional de Comercio en donde recibe grado en ciencias sociales
- 1939-1943: Se matricula en Conservatorio Nacional de Bogotá. Estudia piano con el maestro Lucio Pérez
- 1941: Participa en un curso de interpretación con el maestro Claudio Arrau en Bogotá
- 1943: Ingresa en Julliard Institute of Musical Arts el 25 de septiembre. Estudia con Carl Friedberg y Joseph Levine
- 1945: Recibe su grado como pianista de Julliard School of Musical Arts
- 1945: Obtiene beca para continuar sus estudios de composición y dirección de orquesta en la Julliard School. Estudia con Edgar Shenkman
- 1947: Se retira del programa de dirección de orquesta el 23 de enero
- 1947-49: Es nombrado director de la Orquesta Simfónica Nacional de Colombia. Dirige 34 conciertos con importantes solistas invitados. Su último concierto como director es en 1949 con Jesus Maria Sanroma
- 1948: Regresa a Juilliard y se matricula en el postgrado de dirección de orquesta. Estudia con Dean Dixon. Interrumpe sus estudios para regresar a su puesto de decano del Conservatorio Nacional de Música de Colombia en Bogotá
- 1948-1949: Se desempeña como Decano y profesor de piano del Conservatorio Nacional de Música de Colombia en Bogotá
- 1948: Actúa como director invitado de la Orquesta filarmónica de Guatemala
- 1949: Se retira de Julliard School of Music el 24 de febrero
- 1950: Organiza un grupo de cámara bajo el patrocinio de la Radio Nacional de Colombia
- 1951: Compone su primera canción titulada Aves y Ensueños, 20 de octubre
- 1952: Compone las canciones La Campesina, el 7 de mayo y Canción de Noel, el 31 de octubre
- 1955-1958: Es nombrado director asistente de la orquesta del American Ballet Theatre. Sirve como asistente de Joseph Levine. Numerosos viajes con el ABT
- 1950's: En Dallas dirige musicales y operas para la Dallas State Fair
- 1958: Director del coro para la producción de Medea de la Dallas Civic Opera Company. En esta producción actúan como director el maestro Nicholas Rescigno y como Medea, Maria Callas.
- 1964: Dirige el estreno europeo del Harkness Ballet
- 1960's: Director musical del Theatre Under the Stars en Atlanta, Georgia. Director musical del Atlanta Civic Ballet.
- 1968-1972: Regresa al American Ballet Theatre como director principal
- 1971: Dirige el estreno del ballet de Duke Ellington "The River" con coreografia de Alvin Ailey. Estreno realizado en el Metropolitan Opera House de New York. Este ballet se presenta también en la inauguración del John F. Kennedy Center for the Performing Arts en Washington D. C.
- 1972: Regreso definitivo a Colombia como director artístico de la Orquesta Filarmónica de Bogotá. Poco tiempo después es nombrado director en residencia de la Orquesta de la Ópera de Colombia
- 1975: Se graban algunas de sus canciones artísticas en la Benjamin T.Rome School of Music de la Catholic University of America en Washington D. C. con la soprano Carmiña Gallo, soprano y el mismo maestro al piano.
- 1976: Compone las canciones Cancioncilla y Serenata
- 1977-1987: Es nombrado Asesor del Instituto Colombiano de Cultura (COLCULTURA)
- 1977: Lanzamiento del disco de canciones artísticas por la organización de estados Americanos Carmiña Gallo, soprano y Jaime León a piano. Compone las canciones Gotas de Ajenjo, A mi ciudad nativa
- 1979: Compone las canciones Letra para cantar al son del arpa y A tú
- 1980: Compone la canción Todo Pasó, el 5 de noviembre
- 1982: Compone la canción Algún día
- 1983: Compone la canción Rima
- 1984: Compone la canción A mi ciudad nativa
- 1986: Compone su ciclo de canciones infantiles sobre poesía de poetas ecuatorianos compuesto por las canciones; El Muñeco Dormilón, Viaje, compuestas el 9 de febrero, Caballito de Madera, compuesta el 15 de febrero, Pequeña Pequeñita, compuesta el 18 de febrero, La Tunda para el Negrito, compuesta el 23 de febrero, y El columpio compuesta el 28 de febrero
- 1988: Recibe la Orden al Mérito Artístico otorgada por el presidente Virgilio Barco
- 1989: Compone las canciones tituladas Canción y Tu madre en la fuente (Canción de Cuna)
- 2001: Recibe la Orden al Mérito cultural del Ministerio de Cultura
- 2001: Lanzamiento en España del CD Art Songs of Latin America con dos canciones del maestro Jaime León. Soprano Patricia Caicedo, pianista Pau Casán. Albert Moraleda Records, Barcelona
- 2002: Grabación en Hungría del CD: Canciones de las Américas que contiene 4 canciones del maestro León. Maria Teresa Uribe, soprano and Balázs Szokolay, piano. Hungaraton Records
- 2003: Es condecorado con la Orden "Edmundo Mosquera Troya" por parte del Festival del música religiosa de Popayán
- 2005: La universidad EAFIT de Medellín celebra la semana Colombo-catalana en Homenaje de maestro Jaime León. Abril 18-23
- 2005: Publicación del libro La canción artística en América Latina: Antología crítica y guía interpretativa para cantantes. En este libro hay tres canciones del maestro Jaime León. Publicado por Edicions Tritó de Barcelona, recopilación y edición de Patricia Caicedo
- 2005: diciembre: Lanzamiento en España del CD "A mi ciudad nativa" con cinco canciones nunca antes grabadas del maestro Jaime León. Patricia Caicedo, soprano y Eugenia Gassull, piano. Mundo Arts Records
- 2009: Patricia Caicedo publica dos libros con las Obras completas para voz y piano que incluye las 36 canciones escritas por León. Se presentan en la Biblioteca Luis Ángel Arango de Bogotá con la presencia del maestro León. En el mismo evento Patricia Caicedo, acompañada por Jaime León interpretan algunas de las canciones. Será la última vez de León en el escenario.
- 2009: El Barcelona Festival of Song[2] realiza un homenaje a la vida y obra de Jaime León. Este homenaje comprende la presentación de un concierto, conferencias y el lanzamiento del libro con su obra vocal.
- 2013: Homenaje del Ministerio de Cultura de Colombia en Bogotá en la participación de la Orquesta Sinfónica de Colombia y la actuación de la soprano Patricia Caicedo
- 2015: Muere en Bogotá el 11 de mayo.
- 2019: Mundoarts publica la segunda edición de sus canciones para voz y piano
- 2019: Mundoarts Records publica el CD "Más que nunca" enteramente dedicado a la obra vocal de Jaime León. Lo interpretan la soprano Patricia Caicedo y el pianista Nikos Stavlas.
- 2021: El Barcelona Festival of Song celebra los 100 años de su nacimiento con conferencias y conciertos en torno a su obra vocal.
- 2021: Patricia Caicedo publica la web www.jaimeleon.net en honor al maestro en el centenario de su nacimiento.